# Tour de Flandes 2016
La 100.ª edición del Tour de Flandes fue una clásica ciclista que se disputó el 3 de abril de 2016 en Bélgica sobre un recorrido de 255,9 km entre las ciudades de Brujas y Oudenaarde.
Formó parte del UCI WorldTour 2016, siendo el 2.º monumento de la temporada ciclística, correspondiente a la octava carrera del calendario de máxima categoría mundial.
Peter Sagan fue el ganador de la prueba tras un ataque en la última ascensión de la carrera, el Paterberg, y estar fugado los últimos 13 km. Fue acompañado en el podio por Fabian Cancellara y Sep Vanmarcke.

## Recorrido

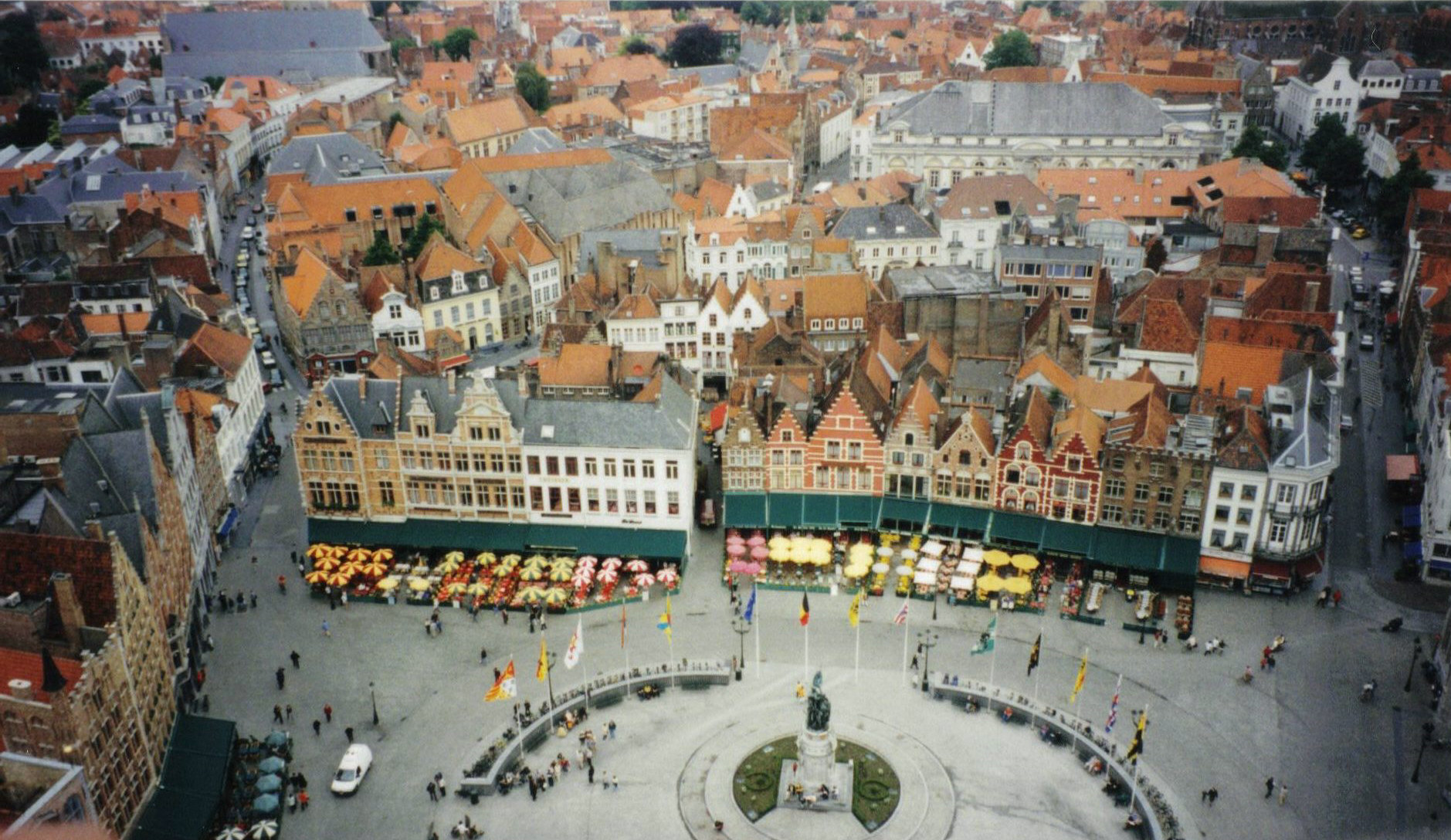
La Plaza del mercado en Bruselas, escenario del inicio de la edición 100 del Tour de Flandes.

La carrera empezó en la plaza del mercado de Bruselas antes de dirigirse al sur de Torhout, lugar de nacimiento del fundador de la prueba Karel Van Wijnendaele, y posteriormente a Roeselare y Tielt.
La carrera entró en la provincia de Flandes Oriental, en Zulte, para continuar al sudeste por Kruishoutem y Oudenaarde, marcando el inicio de la zona más montañosa de la prueba: las Ardenas flamencas. La ruta contó con tres subidas al Oude Kwaremont y dos subidas al Paterberg por dos circuitos independientes entre cada ascenso. 
El final de carrera se inició a 45 km de la meta con el ascenso al Koppenberg, que tenía tramos de 22% de desnivel, la pendiente ascendente más alta de toda la prueba, antes de dirigirse a las subidas de Steenbeek Dries, Taaienberg, Kruisberg y las ascensiones finales de Oude Kwaremont y Paterberg. Los 13 últimos kilómetros fueron completamente llanos, terminando la carrera en Oudenaarde.
En total la carrera contó con 18 muros y 7 tramos de pavé.

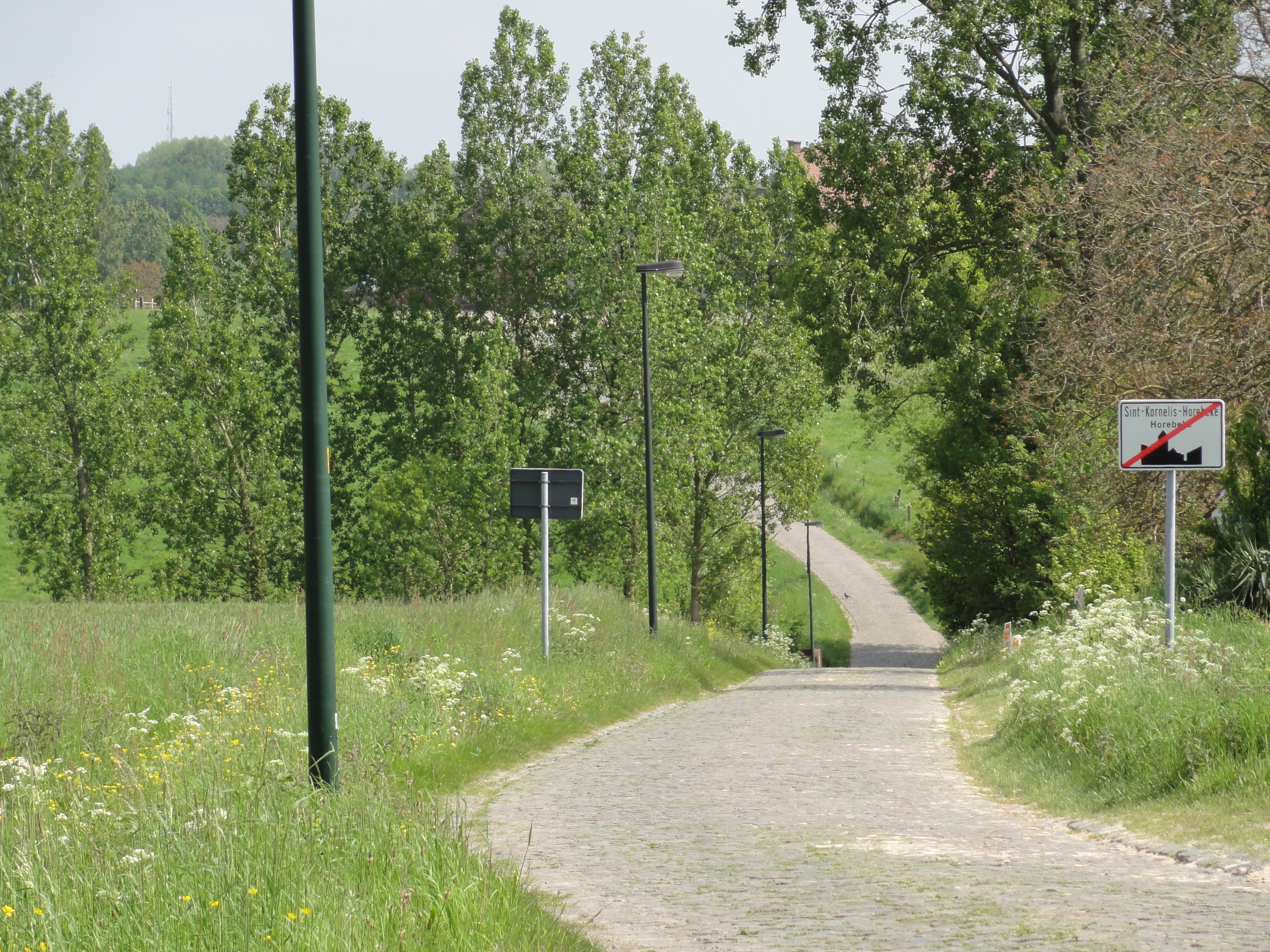
Haaghoek en Sint-Kornelis-Horebeke fue el penúltimo tramo de sector de pavé de la carrera, a 101 km de la llegada.

| Muros  | Muros          | Muros | Muros   | Muros        | Muros               | Muros                |
| Número | Nombre         | Km    | Tipo    | Longitud (m) | Pendiente media (%) | Pendiente máxima (%) |
| ------ | -------------- | ----- | ------- | ------------ | ------------------- | -------------------- |
| 1      | Oude Kwaremont | 152   | pavé    | 2200         | 4.2%                | 11%                  |
| 2      | Kortekeer      | 141   | asfalto | 1000         | 6.4%                | 17.1%                |
| 3      | Eikenberg      | 134   | pavé    | 1300         | 6.2%                | 11%                  |
| 4      | Wolvenberg     | 130   | asfalto | 666          | 6.8%                | 17.3%                |
| 5      | Molenberg      | 118   | pavé    | 463          | 7%                  | 14.2%                |
| 6      | Leberg         | 97    | asfalto | 700          | 6.1%                | 14%                  |
| 7      | Berendries     | 93    | asfalto | 940          | 7.1%                | 12.4%                |
| 8      | Valkenberg     | 88    | asfalto | 875          | 9%                  | 15%                  |
| 9      | Kaperij        | 77    | asfalto | 1250         | 5%                  | 8%                   |
| 10     | Kanarieberg    | 70    | asfalto | 1000         | 7.7%                | 14%                  |
| 11     | Oude Kwaremont | 54    | pavé    | 2200         | 4.2%                | 11%                  |
| 12     | Paterberg      | 51    | pavé    | 400          | 12.5%               | 20%                  |
| 13     | Koppenberg     | 44    | pavé    | 600          | 11.6%               | 22%                  |
| 14     | Steenbeekdries | 39    | pavé    | 820          | 7.6%                | 12.8%                |
| 15     | Taaienberg     | 36    | pavé    | 820          | 7.1%                | 18%                  |
| 16     | Kruisberg      | 26.5  | asfalto | 2500         | 5%                  | 9%                   |
| 17     | Oude Kwaremont | 16    | pavé    | 2200         | 4.2%                | 11%                  |
| 18     | Paterberg      | 13    | pavé    | 400          | 12.5%               | 20%                  |

| 1 | Huisepontweg     | 173 | 1600 |
| 2 | Ruitersstraat    | 130 | 800  |
| 3 | Mater-Kerkgate   | 127 | 2650 |
| 4 | Jagerij          | 124 | 800  |
| 5 | Paddestraat      | 113 | 2300 |
| 6 | Haaghoek         | 101 | 2000 |
| 7 | Mariaborrestraat | 40  | 2000 |

## Equipos participantes
Tomaron parte en la carrera 25 equipos: los 18 UCI ProTeam (al tener asegurada y ser obligatoria su participación), más 7 equipos Profesionales Continentales invitados por la organización. Esta edición contó con la vuelta de destacados ciclistas con aspiraciones a ganar la carrera, como Fabian Cancellara y Tom Boonen, que en la pasada edición no pudieron competir. Todos los equipos estuvieron formados por 8 ciclistas, completando un pelotón de 200 corredores. Los equipos participantes fueron:
| Equipo                      | Cód. UCI | Categoría               |
| --------------------------- | -------- | ----------------------- |
| Team Katusha                | KAT      | UCI ProTeam             |
| Tinkoff                     | TNK      | UCI ProTeam             |
| Etixx-Quick Step            | EQS      | UCI ProTeam             |
| Lotto-Soudal                | LTS      | UCI ProTeam             |
| Trek-Segafredo              | TFS      | UCI ProTeam             |
| Team Lotto NL-Jumbo         | TLJ      | UCI ProTeam             |
| Team Sky                    | SKY      | UCI ProTeam             |
| BMC Racing Team             | BMC      | UCI ProTeam             |
| Dimension Data              | DDD      | UCI ProTeam             |
| Ag2r La Mondiale            | ALM      | UCI ProTeam             |
| Astana Pro Team             | AST      | UCI ProTeam             |
| Cannondale Pro Cycling Team | CPT      | UCI ProTeam             |
| FDJ                         | FDJ      | UCI ProTeam             |
| IAM Cycling                 | IAM      | UCI ProTeam             |
| Lampre-Merida               | LAM      | UCI ProTeam             |
| Movistar Team               | MOV      | UCI ProTeam             |
| Orica GreenEDGE             | OGE      | UCI ProTeam             |
| Team Giant-Alpecin          | TGA      | UCI ProTeam             |
| Topsport Vlaanderen-Baloise | TSV      | Profesional Continental |
| Wanty-Groupe Gobert         | WGG      | Profesional Continental |
| Bora-Argon 18               | BOA      | Profesional Continental |
| CCC Sprandi Polkowice       | CCC      | Profesional Continental |
| Direct Énergie              | DEN      | Profesional Continental |
| Roompot Oranje Peloton      | ROP      | Profesional Continental |
| Southeast-Venezuela         | STH      | Profesional Continental |

## Clasificación final
- Las clasificaciones finalizaron de la siguiente forma:[2]

| Posición | Ciclista           | Equipo              | Tiempo          |
| -------- | ------------------ | ------------------- | --------------- |
| 1.º      | Peter Sagan        | Tinkoff             | 6 h 10 min 37 s |
| 2.º      | Fabian Cancellara  | Trek-Segafredo      | a 25 s          |
| 3.º      | Sep Vanmarcke      | LottoNL-Jumbo       | a 28 s          |
| 4.º      | Alexander Kristoff | Katusha             | a 49 s          |
| 5.º      | Luke Rowe          | Sky                 | m.t             |
| 6.º      | Dylan Van Baarle   | Cannondale          | m.t             |
| 7.º      | Imanol Erviti      | Movistar            | m.t             |
| 8.º      | Zdeněk Štybar      | Etixx-Quick Step    | m.t             |
| 9.º      | Dimitri Claeys     | Wanty-Groupe Gobert | m.t             |
| 10.º     | Niki Terpstra      | Etixx-Quick Step    | m.t             |

| 11.º | Lars Boom           | Astana           | m.t            |
| 12.º | Geraint Thomas      | Sky              | m.t            |
| 13.º | Stijn Vandenbergh   | Etixx-Quick Step | a 56 s         |
| 14.º | Alexey Lutsenko     | Astana           | a 1 min        |
| 15.º | Tom Boonen          | Etixx-Quick Step | m.t            |
| 16.º | Daniel Oss          | BMC Racing Team  | a 1 min 02 seg |
| 17.º | Jürgen Roelandts    | Lotto-Soudal     | a 1 min 16 seg |
| 18.º | Laurens De Vreese   | Astana           | m.t            |
| 19.º | Jean-Pierre Drucker | BMC Racing Team  | m.t            |
| 20.º | Scott Thwaites      | Bora-Argon 18    | m.t            |

## UCI World Tour
El Tour de Flandes otorgó puntos para el UCI WorldTour 2016, para corredores de equipos en las categorías UCI ProTeam, Profesional Continental y Equipos Continentales. La siguiente tabla corresponde al baremo de puntuación:
| Posición   | 1º  | 2º | 3º | 4º | 5º | 6º | 7º | 8º | 9º | 10º |
| Puntuación | 100 | 80 | 70 | 60 | 50 | 40 | 30 | 20 | 10 | 4   |

| Posición | Ciclista           | Equipo              | Puntos |
| -------- | ------------------ | ------------------- | ------ |
| 1.º      | Peter Sagan        | Tinkoff             | 100    |
| 2.º      | Fabian Cancellara  | Trek-Segafredo      | 80     |
| 3.º      | Sep Vanmarcke      | LottoNL-Jumbo       | 70     |
| 4.º      | Alexander Kristoff | Katusha             | 60     |
| 5.º      | Luke Rowe          | Sky                 | 50     |
| 6.º      | Dylan Van Baarle   | Cannondale          | 40     |
| 7.º      | Imanol Erviti      | Movistar            | 30     |
| 8.º      | Zdeněk Štybar      | Etixx-Quick Step    | 20     |
| 9.º      | Dimitri Claeys     | Wanty-Groupe Gobert | 10     |
| 10.º     | Niki Terpstra      | Etixx-Quick Step    | 4      |

Además, también otorgó puntos para el UCI World Ranking (clasificación global de todas las carreras internacionales).
| Posición   | 1º  | 2º  | 3º  | 4º  | 5º  | 6º  | 7º  | 8º  | 9º  | 10º |
| Puntuación | 500 | 400 | 325 | 275 | 225 | 175 | 150 | 125 | 100 | 85  |

| Posición | Ciclista           | Equipo              | Puntos |
| -------- | ------------------ | ------------------- | ------ |
| 1.º      | Peter Sagan        | Tinkoff             | 500    |
| 2.º      | Fabian Cancellara  | Trek-Segafredo      | 400    |
| 3.º      | Sep Vanmarcke      | LottoNL-Jumbo       | 325    |
| 4.º      | Alexander Kristoff | Katusha             | 275    |
| 5.º      | Luke Rowe          | Sky                 | 225    |
| 6.º      | Dylan Van Baarle   | Cannondale          | 175    |
| 7.º      | Imanol Erviti      | Movistar            | 150    |
| 8.º      | Zdeněk Štybar      | Etixx-Quick Step    | 125    |
| 9.º      | Dimitri Claeys     | Wanty-Groupe Gobert | 100    |
| 10.º     | Niki Terpstra      | Etixx-Quick Step    | 85     |